# Семеновка (Задонський район)
Семеновка (рос. Семёновка) — присілок у Задонському районі Липецької області Російської Федерації.
Населення становить 0  осіб. Належить до муніципального утворення Калабинська сільрада.

## Історія
З 13 червня 1934 до 26 вересня 1937 року у складі Воронезької області, у 1937-1954 роках — Орловської області. Відтак входить до складу Липецької області.
Згідно із законом від 2 липня 2004 року №114-оз належить до муніципального утворення Калабинська сільрада.

## Населення
| 1926 | 1932 | 2010 |
| ---- | ---- | ---- |
| 56   | ↗104 | ↘0   |